# Inventaris Immaterieel Cultureel Erfgoed Vlaanderen
In Vlaanderen bestaat een officiële lijst voor immaterieel cultureel erfgoed: de Inventaris Vlaanderen. De volgende immaterieel erfgoedelementen zijn erkend:
| Immaterieel Erfgoed                                                          | Locatie                                                                                               | Periode |
| ---------------------------------------------------------------------------- | --- | --- |
| Krakelingen en tonnekensbrand Geraardsbergen                                 | Geraardsbergen en de top van de Oudenberg                                                             | Jaarlijks op de op een na laatste zondag vóór de eerste maandag van maart |
| (De rituele handeling van het) manueel klokkenluiden in Vlaanderen           | Roeselare, Zogge en in Leuven (Keizersbergabdij)                                                      | |
| 25-jaarlijkse Ommegang van de Hegge                                          | Poederlee (deelgemeente van Lille)                                                                    | 25-jaarlijks (sinds 1912) |
| Last Post Plechtigheid                                                       | Ieper, Menenstraat                                                                                    | Dagelijks om 20:00 uur |
| Waregem Koerse Feesten                                                       | Waregem                                                                                               | Jaarlijks eind augustus - begin september |
| Volkssport Krulbol                                                           | Meetjesland                                                                                           | |
| Sint-Evermarusfeest Rutten                                                   | Rutten                                                                                                | Jaarlijks op 1 mei |
| Ros Beiaard en Ommegangsreuzen van Dendermonde                               | Dendermonde                                                                                           | Tienjaarlijks (sinds 1990) |
| Vinkenzetten in Vlaanderen                                                   | Voornamelijk West- en Oost-Vlaanderen                                                                 | Jaarlijks van 1 april tot 31 augustus |
| De garnaalvisserij te paard in Oostduinkerke                                 | Oostduinkerke                                                                                         | |
| Kant maken in Vlaanderen                                                     | | |
| De Belgische Frietkotcultuur                                                 | | |
| Hondenzwemming Sint-Baafs-Vijve                                              | Sint-Baafs-Vijve                                                                                      | Jaarlijks, op de tweede zondag van oktober |
| Houtem Jaarmarkt                                                             | Sint-Lievens-Houtem                                                                                   | Jaarlijks op 11 en 12 november |
| Vlaamse beiaardcultuur                                                       | | Sinds 1500 |
| Zevenjaarlijkse Virga Jessefeesten te Hasselt                                | Hasselt                                                                                               | Zevenjaarlijks (sinds 1682) |
| Rederijkerscultuur                                                           | | |
| Het jaartallenleven van Leuven                                               | Leuven                                                                                                | |
| Reuzencultuur in Vlaanderen                                                  | | |
| Sint-Rochusverlichting                                                       | Aarschot                                                                                              | Jaarlijks op 15 augustus |
| Fiertelommegang van Ronse                                                    | Ronse                                                                                                 | Jaarlijks op de eerste zondag na Pinksteren |
| Kroningsfeesten Tongeren                                                     | Tongeren                                                                                              | Zevenjaarlijks sinds 1890 |
| Sint-Veroonmars                                                              | Lembeek                                                                                               | Sinds de 14e eeuw |
| Oogstfeest De Pikkeling                                                      | Faluintjesstreek (afwisselend in de Aalsterse deelgemeenten Baardegem, Herdersem, Meldert en Moorsel) | Jaarlijks tijdens het laatste weekend van juli |
| Aalst Carnaval                                                               | Aalst                                                                                                 | Jaarlijks tijdens de drie dagen voor Aswoensdag |
| Oud Limburgs Schuttersfeest                                                  | Belgisch en Nederlands Limburg                                                                        | Jaarlijks op de eerste zondag van juli |
| Hanenzetten in Vlaanderen                                                    | Provincies Limburg, Oost- en West-Vlaanderen                                                          | |
| Heilig Bloedprocessie Meigem                                                 | Meigem                                                                                                | Jaarlijks op de eerste zondag van juli |
| Heilig Bloedprocessie Brugge                                                 | Brugge                                                                                                | Jaarlijks op Onze-Lieve-Heer-Hemelvaart |
| Sint-Dimpnaverering en Geelse psychiatrische gezinsverpleging                | Stad Geel                                                                                             | |
| Sinterklaas- en Sint-Maartensgebruiken                                       | | Jaarlijks in de nacht van 5 op 6 december (Sinterklaas) en rond 4 juli en 11 november (Sint-Maarten)                                                                                             |
| Processie van Plaisance                                                      | Geraardsbergen                                                                                        | Jaarlijks op de zondag van of na 24 augustus |
| De kunst van de valkerij                                                     | | |
| Carnaval Blankenberge                                                        | Blankenberge                                                                                          | Jaarlijks, tijdens de krokusvakantie |
| Molse Lichtstoeten                                                           | Mol                                                                                                   | Jaarlijks in september |
| De kennis en vaardigheden voor het bouwen van balansbogen van Miel Van Beeck | Noorderkempen                                                                                         | |
| Vlaamse gebarentaal (VGT)                                                    | | |
| Heksenstoet Beselare                                                         | Beselare                                                                                              | Tweejaarlijks, tijdens het laatste weekend van juli (in oneven jaren) |
| Godelieveprocessie Gistel                                                    | Gistel                                                                                                | Jaarlijks op de eerste zondag na 5 juli |
| Het telen van grondwitloof                                                   | ‘Witloofdriehoek’ (Brussel, Mechelen, Leuven)                                                         | |
| Heilig Bloedprocessie Hoogstraten                                            | Hoogstraten                                                                                           | Jaarlijks op de zondag na Pinksteren |
| Memorial Day                                                                 | Drie Amerikaanse militaire begraafplaatsen, in Waregem, Welkenraedt en Neupré                         | Jaarlijks op de laatste maandag van mei |
| De cultuur rond het Belgisch (of Brabants) trekpaard                         | | |
| Morsecode                                                                    | | |
| Kermiscultuur                                                                | | Jaarlijks van februari tot november |
| Belgische biercultuur                                                        | | |
| Bloemencorso's in Vlaanderen                                                 | Blankenberge, Sint-Gillis-bij-Dendermonde, Loenhout, Ternat en Wommelgem                              | Jaarlijks op pinkstermaandag (Ternat), op de laatste zondag van augustus (Blankenberge), op de eerste (Sint-Gillis-bij-Dendermonde), tweede (Loenhout) en derde zondag van september (Wommelgem) |
| Steltenlopen in Merchtem                                                     | Merchtem                                                                                              | |
| Boetprocessie Veurne                                                         | Veurne                                                                                                | Jaarlijk op de laatste zondag van juli |
| Pauwelviering                                                                | Galmaarden                                                                                            | Jaarlijks op de zondag na 25 januari |
| Bommelsfeesten Ronse                                                         | Ronse                                                                                                 | Jaarlijks rond het weekend van Driekoningen |
| De Mechelse Ommegang en de Ommegangsreuzen                                   | Mechelen                                                                                              | Vijfentwintigjaarlijks |
| Woonwagencultuur                                                             | | |
| Klompencultuur in Vlaanderen                                                 | | |
| Paardenprocessie van Hakendover                                              | Hakendover                                                                                            | Jaarlijks op Paasmaandag |
| Sint-Antoniusvieringen                                                       | | |
| Quirinusprocessie in Loenhout                                                | Loenhout                                                                                              | |
| Paardenprocessie van Kester                                                  | Kester                                                                                                | Jaarlijks op de eerste zondag na Pinksteren. |
| De muziekkunst van het jachthoornblazen                                      | | |
| Gosjdieël                                                                    | Galmaarden, Tollembeek en Vollezele                                                                   | |
| Pelgrimstafel in het Sint-Julianusgasthuis                                   | Antwerpen                                                                                             | Jaarlijks op Witte Donderdag |
| Gentse Feesten                                                               | Gent                                                                                                  | Jaarlijks in juli, 10 dagen lang, startend op vrijdag en eindigend op zondag, bevat steeds 21 juli (nationale feestdag).                                                                         |
| Witteren: rijke waters, golvend gras                                         | Lommel                                                                                                | Jaarlijks |
| Historisch schutterswezen in Vlaanderen                                      | | |
| Floraliën Gent                                                               | Gent                                                                                                  | Om de vier jaar |
| Sint-Gummarusprocessie Lier                                                  | Lier                                                                                                  | Jaarlijks, op de eerste zondag na 10 oktober |
| Leonardusprocessie Sint-Lenaarts                                             | Sint-Lenaarts                                                                                         | Jaarlijks, op Pinkstermaandag |
| Strandbloemen verkopen op het strand                                         | Belgische kustlijn                                                                                    | Jaarlijks, in juli en augustus |
| Molenaarsambacht                                                             | | |
| Fanfarecultuur: het fanfareorkest van de Lage Landen                         | | |